# Coppa del Mondo giovani di slittino 2021
La Coppa del Mondo giovani di slittino 2020/2021 fu la ventiquattresima edizione del circuito mondiale dello slittino relativo alla categoria giovani, manifestazione organizzata annualmente dalla FIL; in un primo momento sarebbe dovuta iniziare il 23 novembre 2020 a Park City negli Stati Uniti d'America e si sarebbe dovuta concludere il 17 gennaio 2021 ad Oberhof in Germania e si sarebbe dovuta svolgere in contemporanea alla medesima competizione riservata agli juniores. Erano in programma ventotto gare: sette prove nel singolo donne, sette nel singolo uomini, sette nel doppio donne e sette nel doppio uomini in cinque differenti località.
Nel luglio del 2020, a causa della pandemia di COVID-19, la federazione internazionale decise di rivedere il calendario creando due distinti circuiti ciascuno dei quali composto di quattro tappe in due diverse località: uno in Europa, sulle piste di La Plagne e di Schönau am Königssee, in cui avrebbero partecipato i soli atleti europei ed uno in Nord America, sui tracciati di Park City e di Whistler, in cui avrebbero gareggiato gli slittinisti provenienti da tutte le altre nazioni.
Considerato però il perdurare della situazione pandemica nell'ottobre del 2020 il consiglio esecutivo della FIL scelse di annullare l'intera stagione 2020/21 della classe giovani ed il mese successivo venne cancellata anche quella juniores.

## Calendario
| Primo calendario | Primo calendario     | Primo calendario                | Primo calendario    | Primo calendario | Primo calendario | Primo calendario | Primo calendario |
| Tappa            | Località             | Pista                           | Data                | Singolo          | Singolo          | Doppio           | Doppio           |
| Tappa            | Località             | Pista                           | Data                | Donne            | Uomini           | Donne            | Uomini           |
| ---------------- | -------------------- | ------------------------------- | ------------------- | ---------------- | ---------------- | ---------------- | ---------------- |
| 1                | Park City            | Pista dello Utah Olympic Park   | 23–24 novembre 2020 | ●                | ●                | ●                | ●                |
| 2                | Park City            | Pista dello Utah Olympic Park   | 25–26 novembre 2020 | ●                | ●                | ●                | ●                |
| 3                | La Plagne            | Pista di La Plagne              | 9–10 dicembre 2020  | ●                | ●                | ●                | ●                |
| 4                | La Plagne            | Pista di La Plagne              | 11–12 dicembre 2020 | ●                | ●                | ●                | ●                |
| 5                | Schönau am Königssee | Eisarena Königssee              | 18–19 dicembre 2020 | ●                | ●                | ●                | ●                |
| 6                | Innsbruck            | Olympia Eiskanal Innsbruck-Igls | 9–10 gennaio 2021   | ●                | ●                | ●                | ●                |
| 7                | Oberhof              | Pista di Oberhof                | 16–17 gennaio 2021  | ●                | ●                | ●                | ●                |
| Totale           | Totale               | Totale                          | Totale              | 7                | 7                | 7                | 7                |

| Secondo calendario | Secondo calendario   | Secondo calendario            | Secondo calendario  | Secondo calendario | Secondo calendario | Secondo calendario | Secondo calendario |
| Tappa              | Località             | Pista                         | Data                | Singolo            | Singolo            | Doppio             | Doppio             |
| Tappa              | Località             | Pista                         | Data                | Donne              | Uomini             | Donne              | Uomini             |
| ------------------ | -------------------- | ----------------------------- | ------------------- | ------------------ | ------------------ | ------------------ | ------------------ |
| 1A                 | Park City            | Pista dello Utah Olympic Park | 23–24 novembre 2020 | ●                  | ●                  | ●                  | ●                  |
| 2A                 | Park City            | Pista dello Utah Olympic Park | 25–26 novembre 2020 | ●                  | ●                  | ●                  | ●                  |
| 1E                 | La Plagne            | Pista di La Plagne            | 9–10 dicembre 2020  | ●                  | ●                  | ●                  | ●                  |
| 2E                 | La Plagne            | Pista di La Plagne            | 11–12 dicembre 2020 | ●                  | ●                  | ●                  | ●                  |
| 3E                 | Schönau am Königssee | Eisarena Königssee            | 17–18 dicembre 2020 | ●                  | ●                  | ●                  | ●                  |
| 3A                 | Whistler             | Whistler Sliding Centre       | 17–18 dicembre 2020 | ●                  | ●                  | ●                  | ●                  |
| 4E                 | Schönau am Königssee | Eisarena Königssee            | 19–20 dicembre 2020 | ●                  | ●                  | ●                  | ●                  |
| 4A                 | Whistler             | Whistler Sliding Centre       | 19–20 dicembre 2020 | ●                  | ●                  | ●                  | ●                  |
| Totale             | Totale               | Totale                        | Totale              | 8                  | 8                  | 8                  | 8                  |